# Trimerodytes aequifasciatus
Trimerodytes aequifasciatus — вид змій родини полозових (Colubridae). Мешкає в Китаї та Індокитаї.

## Поширення і екологія
Trimerodytes aequifasciatus широко поширені на півдні Китаю, а також у В'єтнамі і Лаосі на південь до Аннамських гір. Вони живуть в рівнинних і гірських субтропічних лісах, на берегах струмків та інших водойм, на висоті від 100 до 2000 м над рівнем моря. Відкладають яйця. Активні як вдень, так і вночі.